# Styphelia adscendens
Styphelia adscendens är en ljungväxtart som beskrevs av Robert Brown. Styphelia adscendens ingår i släktet Styphelia och familjen ljungväxter. Inga underarter finns listade i Catalogue of Life.